# Santaldih
Santaldih, in de volkstelling genoteerd als S.T. Power Project Town, is een census town in het district Purulia van de Indiase staat West-Bengalen. 

## Demografie
Volgens de Indiase volkstelling van 2001 wonen er 4678 mensen in Santaldih, waarvan 56% mannelijk en 44% vrouwelijk is. De plaats heeft een alfabetiseringsgraad van 88%. 